# قاعدة فوتينما الجوية
قاعدة فوتينما الجوية (باليابانية: 普天間飛行場) (بالإنجليزية: Marine Corps Air Station Futenma)‏ هي قاعدة عسكرية جوية تابعة لقوات مشاة بحرية الولايات المتحدة تقع في مدينة غينوان في محافظة أوكيناوا اليابان، وتبعد حوالي 9.3 كيلومتر شمال مدينة ناها.
تضم القاعدة حوالي 4000 من عناصر فيلق الأول لسلاح الجو للبحرية وكانت قاعدة للجيش الأمريكي منذ احتلال الجزيرة بعد معركة أوكيناوا في عام 1945.

## المشاكل المتعلقة بالقاعدة
تسبب موقع قاعدة فوتينما القريب من المدينة العديد من المشاكل، حيث أن النشاطات العسكرية في القاعدة تسبب الإزعاج لسكان مدينة غينوان بالإضافة إلى تلوث الهواء. وقد زاد القلق من القاعدة بعد حادثة اصطدام مروحية تابعة للجيش الأمريكي في حرم جامعة أوكيناوا الدولية مؤدية إلى إصابة ثلاث أفراد من طاقهما في أغسطس 2004، بالإضافة إلى المشاكل بين الجنود في القاعدة والسكان وخصوصا ً إثر حادثة اغتصاب فتاة من السكان المحليين عمرها 12 في عام 1995 على يد جنود أمريكيين.
في عام 1996 اتفقت الحكومة اليابانية والحكومة الأمريكية على نقل قاعدة فوتينما إلى خليج هينوكو في شمال أوكيناوا. إلا ّأن استفتاءً للرأي في مدينة ناغو أظهر معارضة 80% من سكان المدينة لنقل القاعدة إلى مدينتهم فتوقفت خطة النقل. وما تزال هذه القضية من أهم المشاكل التي تواجه الحكومة اليابانية التي وعدت بإيجاد حل في منتصف عام 2010 لتلك المشكلة.